# Lanne-Soubiran
Lanne-Soubiran település Franciaországban, Gers megyében. Lakosainak száma 145 fő (2022. január 1.). Lanne-Soubiran Arblade-le-Haut, Lelin-Lapujolle, Luppé-Violles, Magnan és Saint-Griède községekkel határos.

## Népesség
A település népességének változása:
| Lakosok száma | 163  | 103  | 105  | 100  | 132  | 133  | 141  | 145  | 145  | 145  |
|               | 1968 | 1982 | 1990 | 2006 | 2013 | 2015 | 2017 | 2019 | 2020 | 2022 |